# Березовоярка
Березовоярка — упразднённая деревня в Крапивинском районе Кемеровской области. На момент упразднения входила в состав Банновского сельского поселения. Исключена из учётных данных в 1997 году.

## География
Располагалась на левом берегу реки Томь у Кудринских островов, к северу от болота Кургановского, на расстоянии примерно 6 км по прямой к северо-западу от села Банново.

## История
Основана в 1750 г. По данным на 1926 году деревня Березово-Ярская состояла из 149 хозяйств. В административном отношении входила в состав Банновского сельсовета Крапивинского района Томского округа Сибирского края.

## Население
| 1970 | 1979 | 1989 |
| ---- | ---- | ---- |
| 8    | ↘2   | →2   |

По переписи 1926 г. в деревне проживало 666 человек (343 мужчины и 323 женщины), основное население — русские.